# Nabire Airport
Nabire Airport är en flygplats i Indonesien. Den ligger i den östra delen av landet, 3 200 km öster om huvudstaden Jakarta. Nabire Airport ligger 6 meter över havet.
Terrängen runt Nabire Airport är kuperad åt sydost, men åt sydväst är den platt. Havet är nära Nabire Airport åt nordväst. Runt Nabire Airport är det ganska glesbefolkat, med 39 invånare per kvadratkilometer. Närmaste större samhälle är Nabire, 1,0 km nordost om Nabire Airport. I omgivningarna runt Nabire Airport växer i huvudsak städsegrön lövskog.